# Mrówkolew pospolity
Mrówkolew pospolity, mrówkolew plamoskrzydły (Myrmeleon formicarius) – euroazjatycki gatunek ciepłolubnej sieciarki z rodziny mrówkolwowatych (Myrmeleontidae), liczniejszy w południowej części kontynentu. W Polsce jest szeroko rozprzestrzeniony.
Dorosły mrówkolew osiąga długość ok. 35 mm i rozpiętość skrzydeł 66–83 mm. Jest smukły, brązowoczarny, skrzydła ma prawie zupełnie przezroczyste, czułki krótkie, buławkowate. Jest podobny do ważki, od której różni się długością czułków i powolnym lotem. Mrówkolew jest aktywny o zmierzchu i w nocy, kiedy to poluje na drobne owady. 

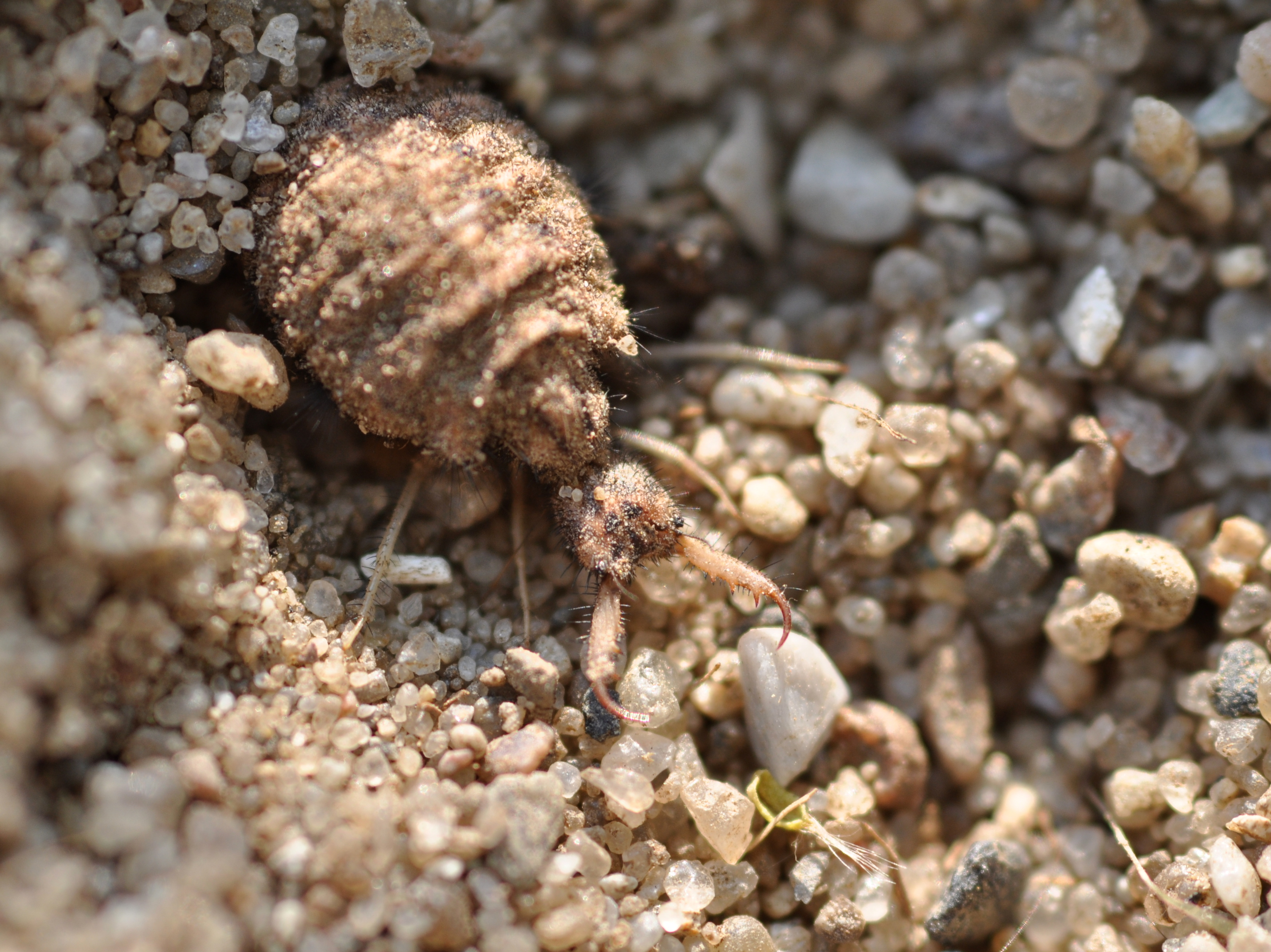
Larwa mrówkolwa

Larwa jest szarobrunatna, masywna i krępa (długość ok. 12 mm). Na przodzie głowy ma dobrze rozwinięte żuwaczki. Dzięki nim larwa może wysysać płynną zawartość ciała swojej ofiary. Larwy mrówkolwa żyją tylko na piaszczystych terenach (szczególnie lubią bory sosnowe). Larwy żyją w samodzielnie wykopanych w piasku małych, lejkowatych dołkach, w których zagrzebane na dnie czatują na swoje ofiary. Na zewnątrz wystają jedynie żuwaczki. Łupem larwy padają głównie mrówki, ale nie pogardzi też innym owadem bądź pająkiem, który wpadnie do jej lejka. Gdyby ofiara próbowała się wydostać larwa ostrzeliwuje ją ziarenkami piasku. Gdy ofiara wpadnie do dołka larwa wstrzykuje do wnętrza jej ciała enzymy trawienne, po czym wysysa zawartość w postaci płynnej, a następnie wyrzuca niestrawione szczątki zdobyczy.